# Бурцевка (Башкортостан)
Бурцевка (баш. Бурцевка) — деревня в Дуванском районе Республики Башкортостан Российской Федерации. Входит в состав Дуванского сельсовета.

## География

### Географическое положение
Расстояние до:
- районного центра (Месягутово): 76 км,
- центра сельсовета (Калмаш): 6 км,
- ближайшей ж/д станции (Сулея): 151 км.

Находится на правом берегу реки Юрюзани.

## Население
| 2002 | 2010 |
| ---- | ---- |
| 52   | ↘39  |